# Ocean Dream (diamante)
L'Ocean Dream è un famoso diamante del peso di 5,51 carati (1,102 g), tagliato a trillion. Malgrado le dimensioni ridotte, è uno dei diamanti più rari e famosi al mondo, in quanto uno dei soli due diamanti noti, insieme all'Ocean Paradise, a possedere naturalmente una colorazione blu-verde, solitamente ottenuta solo a seguito di miglioramenti artificiali. Il suo valore è stato stimato intorno ai 10 milioni di dollari.   
Scoperto nell'Africa Centrale, la gemma è attualmente proprietà del Cora Diamond Corporation, che nel 2003 lo ha prestato allo Smithsonian per essere inclusa nella mostra The Splendor of Diamonds, insieme ad altre gemme come la Stella del Millennio, la Stella Rosa, il Moussaieff Rosso e il Cuore dell'Eternità. 